# Idrissa Camara
Idrissa Camara, né le 18 juin 1998 à Dakar, est un footballeur sénégalais. Il joue comme ailier au Boluspor.

## Carrière
Camara est issu de l'académie des jeunes du club sénégalais du Dakar Sacré-Cœur ou il a commencé à jouer dès l'âge de 11 ans. Sa carrière senior débute en TFF First League avec Ümraniyespor le 6 octobre 2020. Au cours de la saison 2021-2022, il marque 7 fois, le club termine deuxième de la TFF First League et il obtient une promotion en Süper Lig. Camara est transféré dans l'équipe de Ligue 2  de Dijon à l'été 2022.

## Vie privée
Camara est né au Sénégal et est d'origine malienne. Ses frères Papa Bamory et Mamadou sont également des footballeurs professionnels.